# Vue de Lierna sur Bellagio (Mazzolani)
 (juin 2022).
Si vous disposez d'ouvrages ou d'articles de référence ou si vous connaissez des sites web de qualité traitant du thème abordé ici, merci de compléter l'article en donnant les références utiles à sa vérifiabilité et en les liant à la section « Notes et références ».
 (mars 2025).
Améliorez-le ou discutez des points à vérifier. 
Vue de Lierna sur Bellagio  (en italien, Lierna vista su Bellagio) est une peinture à l'huile sur toile ovale de 1,208 × 793 cm, réalisée par Bruto Mazzolani, en 1925.

## Description
Le tableau offre une vue panoramique du lac de Côme, depuis la rive de Lierna, reconnue pour offrir l'une des perspectives les plus spectaculaires de tout le lac. Le sujet principal est la Punta Spartivento, le promontoire de Bellagio, qui domine la scène par sa proéminence géographique. Au premier plan, deux jeunes lavandières sont représentées, occupées à leurs tâches quotidiennes au bord de l'eau. L'œuvre se distingue par l'attention aux détails paysagers et par la capacité de l'artiste à capter un moment de la vie quotidienne en harmonie avec la beauté naturelle du lieu. Le tableau unit l'élément humain à celui du paysage, créant un équilibre entre la majesté du promontoire et la simplicité de la vie rurale au bord du lac.